# Gustav Ratzenhofer
Gustav Ratzenhofer, född den 4 juli 1842 i Wien, död den 8 oktober 1904, var en österrikisk militär, filosof och sociolog.
Ratzenhofer var först urmakarlärling, men trädde sedan i krigstjänst. Han deltog i fälttågen 1859 och 1866, arbetade sig upp från menig, vann inträde i generalstaben och blev slutligen fältmarskalklöjtnant. Han skrev de taktiska och krigshistoriska verken Die taktischen Lehren des Krieges 1870-71 (1873) och Staatswehr (1881) samt medarbetade i generalstabens arbete över prins Eugens fälttåg. Efter sin stora undersökning av Österrike-Ungerns samtida ställning (Im Donaureich, 2 band, 1876-77), som Ratzenhofer utgav anonymt, behandlade han sociologiska spörsmål i Wesen und Zweck der Politik (3 band, 1893), där politiken fattas som de sociala krafternas dynamik, Die soziologische Erkenntniss (1898) och Positive Ethik (1901). Ratzenhofer författade under sista delen av sitt liv även flera filosofiska verk, som Der positive Monismus (1899) och den postumt utgivna Soziologie (1907) med flera.